# Bloomfield (Iowa)
Bloomfield é uma cidade localizada no estado americano de Iowa, no Condado de Davis.

## Demografia
Segundo o censo americano de 2000, a sua população era de 2601 habitantes. 
Em 2006, foi estimada uma população de 2580, um decréscimo de 21 (-0.8%).

## Geografia
De acordo com o United States Census Bureau tem uma área de 
6,0 km², dos quais 5,9 km² cobertos por terra e 0,1 km² cobertos por água.

## Localidades na vizinhança
O diagrama seguinte representa as localidades num raio de 24 km ao redor de Bloomfield. 